# Fàbrica d'Alcohol Vínic de Vilajuïga
La Fàbrica d'Alcohol Vínic de Vilajuïga és un edifici de Vilajuïga (Alt Empordà) inclòs a l'Inventari del Patrimoni Arquitectònic de Catalunya.

## Descripció
És al sud-oest del nucli urbà de la població, a la part posterior de la zona industrial i molt propera a l'estació de tren de Vilajuïga.
És un edifici de planta rectangular format per tres crugies, amb un cos molt més alt que la resta, en forma de torre rectangular, i situat l'extrem meridional. La torre està distribuïda en cinc plantes, amb la coberta de rajols inacabada, mentre que la resta de l'edifici s'estructura en planta baixa i pis, amb la coberta a dues vessants de teula.
La torre combina les obertures rectangulars amb d'altres de mig punt i algunes de tapiades, totes amb els emmarcaments ressaltats. El coronament superior és sobrealçat, amb una àmplia cornisa amb dentat. La decoració consisteix en un seguit de faixes ressaltades verticals, bastides amb maons, amb motllura esglaonada a la part superior.
La resta de la construcció correspon als magatzems de la fàbrica. Aquests presenten portals d'arc de mig punt, a la planta baixa, i obertures d'arc rebaixat i algunes finestres geminades i triforades, al pis, on també hi ha petits òculs circulars. Totes les obertures són bastides amb maons i el parament combinat amb pedra i maons. A l'interior, que ha sofert algunes alteracions i reformes, hi destaquen als arcs parabòlics, també de rajols.
La construcció és del tipus industrial, bastida amb pedra de diverses mides i fragments de terrissa, tot lligat amb ciment.

## Història
L'antiga destil·leria d'alcohol de Vilajuïga fou promoguda pel Sindicat Agrícola de l'Empordà. Va ser projectat pel conegut arquitecte modernista Cèsar Martinell però només se'n va dur a terme una part: la torre del serpentí, els dipòsits i el magatzem. Una ampliació dels anys vuitanta va alterar encara més l'edifici que, en l'actualitat, es troba en un lamentable estat d'abandó.
El projecte preveia la coronació de la torre de destil·lació amb un conjunt de volums formats per voltes de maó de pla, i el tancament dels cups destinats a la fermentació de la brisa amb una estructura d'arcs equilibrats de tres naus. El fet de quedar inacabat ha restat importància a aquest edifici. A més a més, la part construïda tampoc no va arribar als acabats definits en projecte. Les repetides ampliacions i modificacions, sobretot les efectuades durant els anys 80, sempre sense tenir cap cura amb l'edifici original, han incidit negativament en la seva conservació i l'han deixat en un estat molt precari. Actualment es troba abandonat i sense cap ús.